# Blu Products
BLU Products — компания-продавец телефонов и смартфонов. Не обладает собственными производственными мощностями и перепродаёт телефоны китайского производства, производимые для неё по OEM-контрактам. Основана в 2009 году. Штаб-квартира располагается в Майами, штат Флорида, США. Основные рынки сбыта — Латинская америка, страны Карибского бассейна и США.
Основным производственным партнёром компании в 2012—2014 годах была китайская компания Gionee.